# Lex Salica
Salijski zakonik (latinsko Lex Salica) je zakonik Salijskih Frankov, ki ga je okoli leta 500 zbral prvi frankovski kralj Klodvik I.. Napisan je v latinskem jeziku. Nizozemski jezikoslovci trdijo, da je eden  od najstarejših, če ne najstarejši, znani staronizozemski zapis. Starejši bi lahko bil samo Bergakkerjev napis.
Zakonik je ostal osnova frankovske zakonodaje ves zgodnji srednji vek in je vplival tudi na druge evropske pravne sisteme. Najbolj znano načelo frankovske zakonodaje je bilo načelo izključitve žensk iz dedovanja prestola, fevdov in drugega premoženja. Salijske zakone je presojal odbor, ki ga je imenoval in pooblastil kralj Frankov.  
Ohranjenih je nekaj deset rokopisov iz 6. do 8. stoletja, za katere se domneva, da so prepisi izvirne izdaje  iz 6. stoletja, in trije dopolnjeni rokopisi, napisani najkasneje v 9. stoletju. Salijski zakonik je imel v Srednji Evropi vse do novega veka velik vpliv na statutno pravo, predvsem v nemških državah, Franciji, Belgiji, Nizozemski, delih Italije, Avstriji, Madžarski, Romuniji in na Balkanu.

## Zgodovina zakonika
Klodvik I. (vladal 466-511), prvi kralj vseh Frankov, se je zavedal, da bi bilo vladanje lažje in bolj učinkovito, če bi imeli on in njegovi uradniki pisan zakonik. Imenoval je štiri poverjenike z nalogo, da raziščejo rabo zakonov, ki so bili pred objavo Salijskega zakonika zapisani samo v glavah  določenih modrih mož, katere so poklicali  na skupščino, kadar so potrebovali njihovo znanje.  Prenos znanja iz roda v rod je bil izključno usten. Salijski zakonik je bil torej odraz stare zakonodaje in sodne prakse.
Prva različica Salijskega zakonika je bila objavljena med letoma 507 in 511. Njegov naslov izhaja iz dejstva, da je bil Klodvik merovinški kralj, ki je vladal samo Salijskim Frankom. Zakonik je kasneje veljal tudi za Ripuarske Franke, vendar je vseboval samo 65 naslovov in morda ni vključeval posebnih ripuarskih zakonov.
Naslednjih 300 let so zakonik prepisovali in mu po potrebi dodajali na novo prejete  zakone,  revidirali stare in brisali tiste, ki so jih razveljavili. Prepisovalci so v prepise vnašali tudi svoje ideje in slog, zato ima vsak ohranjen prepis  svoj edinstven niz napak, popravkov, vsebino in organizacijo. Zakoni so se imenovali »naslovi« in  so imeli svoja imena, ki so se začenjala z de, se pravi z »o (tem in tem)«. Sklopi zakonov so imeli smiselna imena, ki so povedala nekaj o njihovi vsebini. 

### Merovinško obdobje
Nizozemski jezikoslovec in orientalist Hendrik Kern je vse ohranjene rokopise razdelil  v pet družin. Pri delitvi  je upošteval podobnost vsebine, relativne kronološke sekvence in podatke z določljivim datumom. Najstarejša je Družina I, ki vsebuje štiri rokopise iz 8. in 9. stoletja s 65 naslovi, za katere je Kern prepričan, da so prepisi izvirnikov iz 6. stoletja. Rokopisi vsebujejo tako imenovane malberške razlage (Malbergse Glossen), marginalne pripombe s frankovskimi dvornimi izrazi za latinske izraze. Naziv malberški izvira iz izraza malbergo, ki  pomeni dvorni jezik. V Kernovi Družini II sta dva rokopisa, ki sta enaka rokopisom iz Družine I, vendar vsebujeta »interpolacije številnih dodatkov, ki kažejo, da sta nastala kasneje«.

### Karolinško obdobje
Družina III je razdeljena v dve skupini. Prva vsebuje tri rokopise iz 8.-9. stoletja z razširjenim  besedilom z 99 ali 100 naslovi in malberškimi razlagami. Druga vsebuje štiri rokopise, v katerih so malberške razlage opuščene in vsebuje »sledove poskusov, da bi bil jezik bolj jedrnat«. V njih je navedek: »v 13. letu vladavine našega najslavnejšega kralja Frankov Pipina«. Nekaj internih dokumentov je bilo sestavljenih po Pipinu Malem. Štejejo se med popravke, ki jih je  vpeljal Pipin, in se zato imenujejo Pipina Recensio.
Tudi Družina IV. je razdeljena v dve skupini. V prvi je 33 rokopisov, v drugi pa samo eden. Zanje je značilno pripisovanje latinskih imen delom z različnimi  izvori. Dva dela sta iz leta 768 in 778,  popravki pa iz leta 798, se pravi iz pozne vladavine Karla Velikega. Ta izdaja se imenuje Lex Salica Emendata, Lex Reformata ali Lex Emendata (Dopolnjeni ali reformirani salijski zakonik) in je bila zagotovo rezultat Karlovih zakonodajnih reform.
V tem času je Sveto rimsko cesarstvo obsegalo večino Zahodne Evrope. Karel Veliki je zakoniku dodal nekaj zakonov iz zgodnejših germanskih zakonikov, ki niso bili frankovskega porekla. Tvorili so poseben sklop in imeli svoj naslov. Vsi Franki v Frankovskem cesarstvu  so se morali podrejati istemu zakoniku s skupnim naslovom Lex Salica. V sklopu z zakoni, sposojenimi iz drugih germanskih zakonikov, so bili deli Lex Ribuariorum, kasnejšega Lex Ribuaria, zakonika Ripuarskih Frankov,  ki so bili pred Klodvikom I. neodvisni, in Lex Alamannorum, zakonika Alemanov, ki so bili frankovski podložniki. Za Alemane so po podjarmljenju  veljali frankovski in ne njihovi zakoni.  Vključitev nekaj njihovih zakonov v Salijski zakonik je služila samo za olepšavo. Karel Veliki je upošteval tudi  Lex Suauorum, starodavni  zakonik Svebov, ki so bili predhodniki Alemanov.

## Osnovna pravna načela
Zakoni in  njihovo  interpretiranje dajejo dober vpogled v frankovsko družbo. 
Kazensko pravo je določalo odškodnine, ki so se morale plačati za poškodovanje oseb in dobrin, na primer sužnjev,  ter tatvine in neutemeljene žalitve. Tretjina globe je šla za poplačilo sodnih stroškov. V sporih je razsojalo porotno sodišče.
Civilno pravo je določalo, da posameznik nima nobene zakonske zaščite, če ni član družine. Pravice družinskih članov so bile določene. Ena od njih je bila delitev zemlje med vse živeče moške naslednike, ki je bila v nasprotju z načelom prvorojenstva.

### Agnatsko nasledstvo
Eno od načel civilnega prava je bilo agnatsko nasledstvo, se pravi nasledstvo po moški nasledstveni liniji, ki je ženske izrecno izključevalo iz dedovanja  prestola in fevda. Salijski zakonik je zato pogosto sinonim za agnatsko nasledstvo, čeprav ne vsebuje samo dednega prava in je neposredni predhodnik pravnih sistemov nekaterih sodobnih evropskih držav.
Prestol in fevd so lahko nasledili samo moški sorodniki predhodnika, med katere so spadali brat, sin, najbližji  moški sorodniki po moški liniji, vključno z vzporednimi agnatskimi vejami, na primer zelo daljni bratranci. Glavni obliki nasledstva sta  bili  agnatski seniorat in agnatsko prvorojenstvo. Slednja, ki je bila najbolj običajna, je pomenila, da je nasledstvo prešlo na najstarejšega sina monarha. Če monarh ni imel sinov, je prestol nasledil najstarejši moški sorodnik po moški liniji. 

### Ženske
O dedovanju zemlje salijski zakonik pravi:
Ženska ne more naslediti nobenega dela salijske zemlje. Vso zemljo lahko podedujejo samo moški dediči, ki so bratje.
Salijski zakonik je torej izrecno prepovedoval, da bi ženska podedovala zemljo, imela pa je pravico do dedovanja dela premoženja, na primer premičnin. Pojem »salijska zemlja« so pod Hilperikom I. okoli leta 570 nekoliko spremenili in dovolili dedovanje zemlje hčerki, katere  oče ni imel nobenega živega sina. Dopolnilo, odvisno od načina uporabe in razlage, je ponujalo osnovo za ali salijsko načelo dedovanja ali prvorojenstvo ali oboje.
Besedilo zakona in praksa v naslednjih stoletjih podpirata razlago, da se je premoženje delilo med brate. Pri dedovanju oblasti je veljalo agnatsko seniorstvo in ne neposredno prvorojenstvo.
Merovinški kralji so svoja kraljestva razdelili enakomerno med žive sinove, kar je povzročalo ostre  spore in celo bratobore. Karolingi so obdržali merovinško prakso, vendar se je cesarsko dostojanstvo kot nedeljivo prenašalo na samo eno osebo naenkrat. 